# Zlatko Krmpotić
Zlatko Krmpotić (ur. 7 sierpnia 1958 w Belgradzie) – serbski piłkarz grający na pozycji obrońcy.

## Kariera klubowa
Karierę piłkarską Krmpotić rozpoczął w Crvenej Zveździe Belgrad. W sezonie 1977/1978 zadebiutował w jego barwach w pierwszej lidze jugosłowiańskiej i od czasu debiutu był podstawowym zawodnikiem zespołu. W 1979 roku wystąpił w jednym z finałowych meczów Pucharu UEFA z Borussią Mönchengladbach (1:1 oraz 0:1). W swojej karierze trzykrotnie ze Crveną Zvezdą zostawał mistrzem Jugosławii w latach 1980, 1981 i 1984, a w latach 1982 i 1985 zdobył także Puchar Jugosławii. W Crvenej Zveździe grał przez 9 sezonów i rozegrał 180 meczów, w których strzelił 7 goli.
Latem 1986 roku Krmpotić przeszedł do tureckiego Gençlerbirliği SK. W 1987 roku wystąpił w finałowych meczach Pucharu Turcji z Eskişehirsporem (5:0, 1:2). W Gençlerbirliği grał przez dwa lata. Następnie wrócił do Jugosławii i do końca swojej kariery (1990 rok) grał w trzecioligowym AIK Bačka Topola.
| Sezon   | Klub              | Kraj       | Rozgrywki             | Mecze | Bramki |
| ------- | ----------------- | ---------- | --------------------- | ----- | ------ |
| 1977/78 | FK Crvena zvezda  | Jugosławia | Prva liga Jugoslavije | 23    | 1      |
| 1978/79 | FK Crvena zvezda  | Jugosławia | Prva liga Jugoslavije | 25    | 1      |
| 1979/80 | FK Crvena zvezda  | Jugosławia | Prva liga Jugoslavije | 25    | 0      |
| 1980/81 | FK Crvena zvezda  | Jugosławia | Prva liga Jugoslavije | 32    | 1      |
| 1981/82 | FK Crvena zvezda  | Jugosławia | Prva liga Jugoslavije | 30    | 0      |
| 1982/83 | FK Crvena zvezda  | Jugosławia | Prva liga Jugoslavije | 27    | 3      |
| 1983/84 | FK Crvena zvezda  | Jugosławia | Prva liga Jugoslavije | 2     | 0      |
| 1984/85 | FK Crvena zvezda  | Jugosławia | Prva liga Jugoslavije | 12    | 0      |
| 1985/86 | FK Crvena zvezda  | Jugosławia | Prva liga Jugoslavije | 4     | 1      |
| 1986/87 | Gençlerbirliği SK | Turcja     | I liga                | 33    | 1      |
| 1987/88 | Gençlerbirliği SK | Turcja     | I liga                | 24    | 1      |
| 1988/89 | AIK Bačka Topola  | Jugosławia | III liga              | ?     | ?      |
| 1989/90 | AIK Bačka Topola  | Jugosławia | III liga              | ?     | ?      |

## Kariera reprezentacyjna
W reprezentacji Jugosławii Krmpotić zadebiutował 15 listopada 1980 roku w przegranym 0:2 meczu eliminacji do Mistrzostw Świata w Hiszpanii z Włochami. W 1982 roku został powołany przez selekcjonera Miljana Miljanicia do kadry na ten turniej. Tam był podstawowym zawodnikiem i zagrał we dwóch meczach: z Hiszpanią (1:2) i z Hondurasem (1:0). Od 1980 do 1982 roku rozegrał w kadrze narodowej 8 meczów.

## Kariera trenerska
Po zakończeniu kariery Krmpotić został trenerem. Prowadził takie zespoły jak: MKE Ankaragücü, OFK Beograd, FK Obilić Belgrad, Kajrat Ałmaty i Kazma Sporting Club.